# Bomba

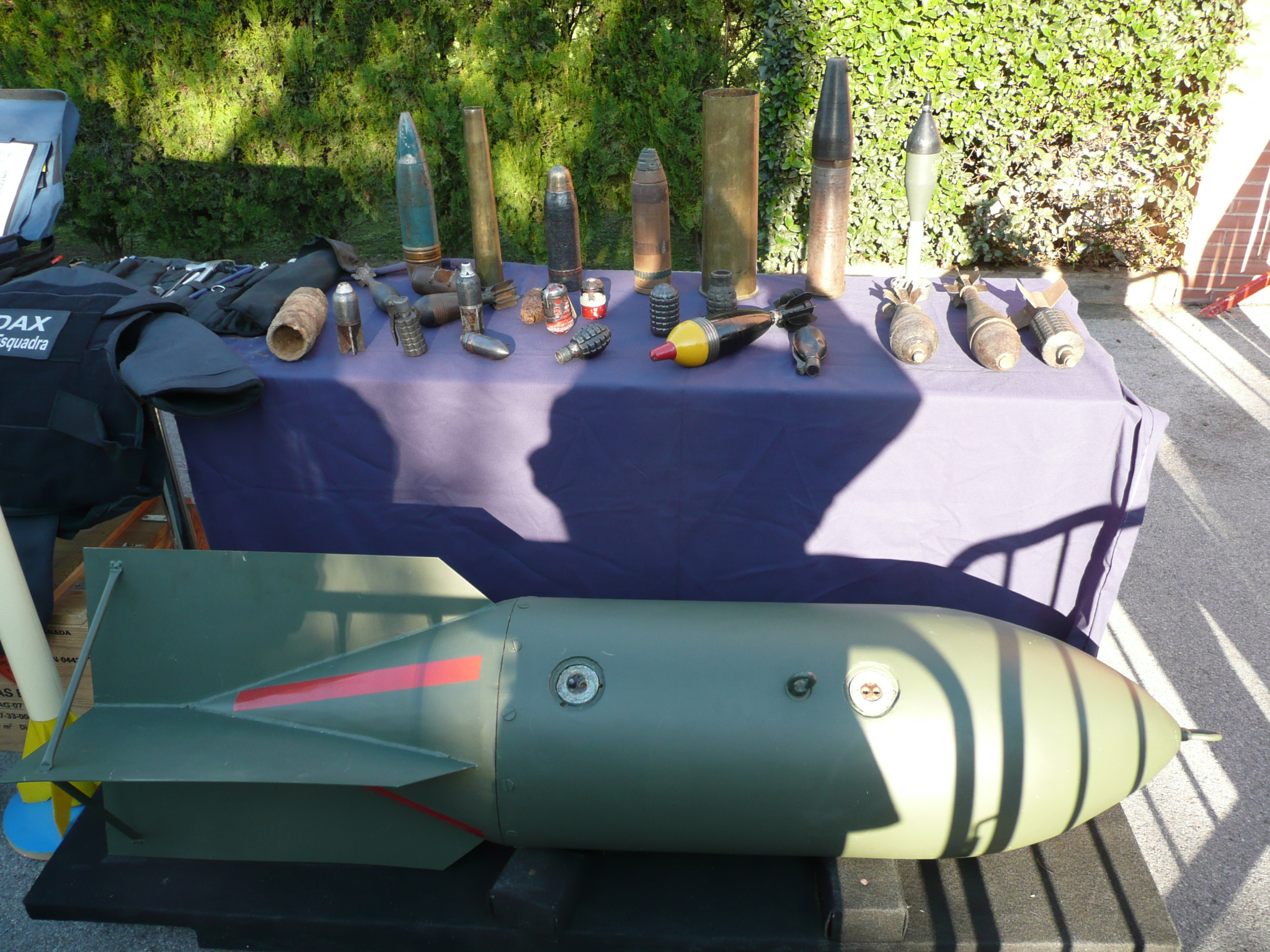
Bombe di vario tipo

Una bomba (detta anche ordigno) è un'arma esplosiva che utilizza la reazione esotermica di un materiale esplosivo per fornire un rilascio di energia estremamente improvviso e violento.
Il termine deriva dal latino bombŭs (greco: βόμβος bombos, "fare grande rumore") che riferisce al suono onomatopeico boom per indicare il rumore di uno scoppio. Le bombe sono state utilizzate dall'XI secolo a partire dall'Asia orientale.

## Descrizione
Le detonazioni infliggono danni principalmente attraverso lo stress meccanico trasmesso dal suolo e dall'atmosfera, l'impatto e la penetrazione di proiettili a pressione, i danni da pressione e gli effetti generati dall'esplosione.

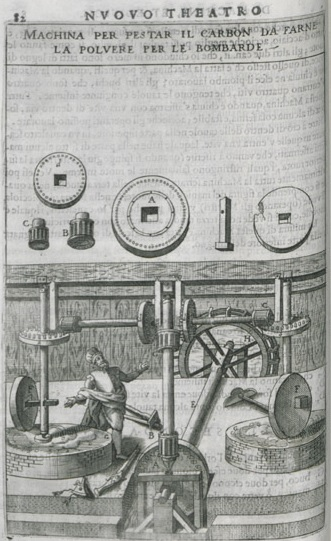
Macchina per pestare il carbone per fabbricare una bomba del XVII secolo

Tale dispositivo, talvolta in grado di produrre schegge metalliche che si comportano come proiettili, viene utilizzato in ambito militare per infliggere danni e perdite a persone o cose dello schieramento opposto. Se utilizzata per usi civili e senza la produzione di schegge, per esempio nelle miniere o nelle cave, prende il nome di mina.

## Struttura
Chiamata telaio o carcassa ha il compito di contenere le altre parti dell'ordigno, ma la qualità di quest'ultima si giudica a seconda della quantità di energia che riesce a contenere prima di esplodere. La struttura cambia a seconda dell'effetto desiderato, in genere si usano carcasse più robuste per le bombe a fiamma supersonica.

### Esplosivo
L'esplosivo è la sostanza chimica che causa esplosione (per deflagrazione o per detonazione) dell'ordigno. L'esplosione dovuta ad essa richiede nella maggior parte dei casi ad un aumento di energia interna per mezzo di un terzo, come calpestare una mina antiuomo; il peso del corpo genera pressione che attraverso l'innesco che si occupa di tramutare la forza peso in energia d'innesco, fa deflagrare la mina.

### Innesco
L'innesco ha il compito di azionare la combustione sub o ipersonica all'interno dell'ordigno. L'innesco nella maggior parte delle bombe è di tipo meccanico e si aziona principalmente per via di un terzo estraneo al sistema dell'ordigno.

### Involucro
L'involucro è la parte che si occupa di tenere l'esplosivo nel posto giusto (come il serbatoio di una macchina che si occupa di tenere il combustibile all'interno di esso, ed evitare che vada in giro per il motore) quindi da evitare esplosioni involontarie o mancate esplosioni.

## Utilizzo di detonatori
I detonatori sono dei particolari costruttivi che consentono la detonazione della bomba a distanza: quest'ultimi sono dispositivi elettronici dotati di trasmittente, la quale mette in comunicazione l'ordigno in esame con l'operatore o, in questo caso, l'artificiere. Sono usati principalmente su ordigni terrestri, con potere d'arresto elevato.